# Wilhelm Matzat
Wilhelm Matzat (* 19. Oktober 1930 in Tsingtau; † 21. Oktober 2016 in Bonn) war ein deutscher Geograph und Professor (1969 bis 1995) für Geographie an der Universität Bonn.

## Leben
Die Familie Matzat stammt aus Ostpreußen. Sein Vater, Willy Matzat (1893–1930), war Missionar im Berliner Missionshaus. 1922 heiratete er Dorothea Werdermann (1893–1946), die Tochter eines Pfarrers. Das Paar war im Hinterland der ehemals deutschen Kolonie Kiautschou tätig.
Nach der Besetzung des Gebiets durch die Japaner 1938 und der Befreiung durch amerikanische Truppen im Oktober 1945 wurde Matzat Ende Juni 1946 zwangsrepatriiert. 1949 legte er im Internat in Bethel das Abitur ab. Matzat studierte in der Folge Geographie, Geologie und Geschichte in Erlangen, Göttingen, Frankfurt/Main und Worcester/Massachusetts. In Frankfurt promovierte er 1961 mit einer Dissertation über Flurgeographische Studien im Bauland und hinteren Odenwald zum Dr. phil. nat., 1969 habilitierte er sich dort. Von 1969 bis 1979 war Matzat Wissenschaftlicher Rat und Professor an der Universität Bonn. 1980 wurde er auf eine C4-Professur berufen. Sein Schwerpunkt war die Siedlungsgeographie Deutschlands, Norditaliens und Englands sowie der chinesischen Provinz Shandong. Nach seiner Emeritierung 1995 betrieb er die Webseite www.tsingtau.org und veröffentlichte über die Tsingtauer Landordnung.